# Težka voda (potok)
Težka voda je potok, ki izvira blizu Stopič v naselju Gornja Težka Voda, vanjo se izlivata potoka Klamfer in Petelinec ter se v Kandiji kot desni pritok zlije v Krko.
Preko potoka v Novem mestu pelje najdaljši železniški most v Sloveniji dolžine 575 m. Most (pravzaprav viadukt) je del slepega industrijskega tira, ki vodi do podjetja REVOZ, ki je bilo v času izgradnje viadukta v 70. letih 20. stoletja še IMV. V bližini stoji grad Grm.